# Forte di Vigliena

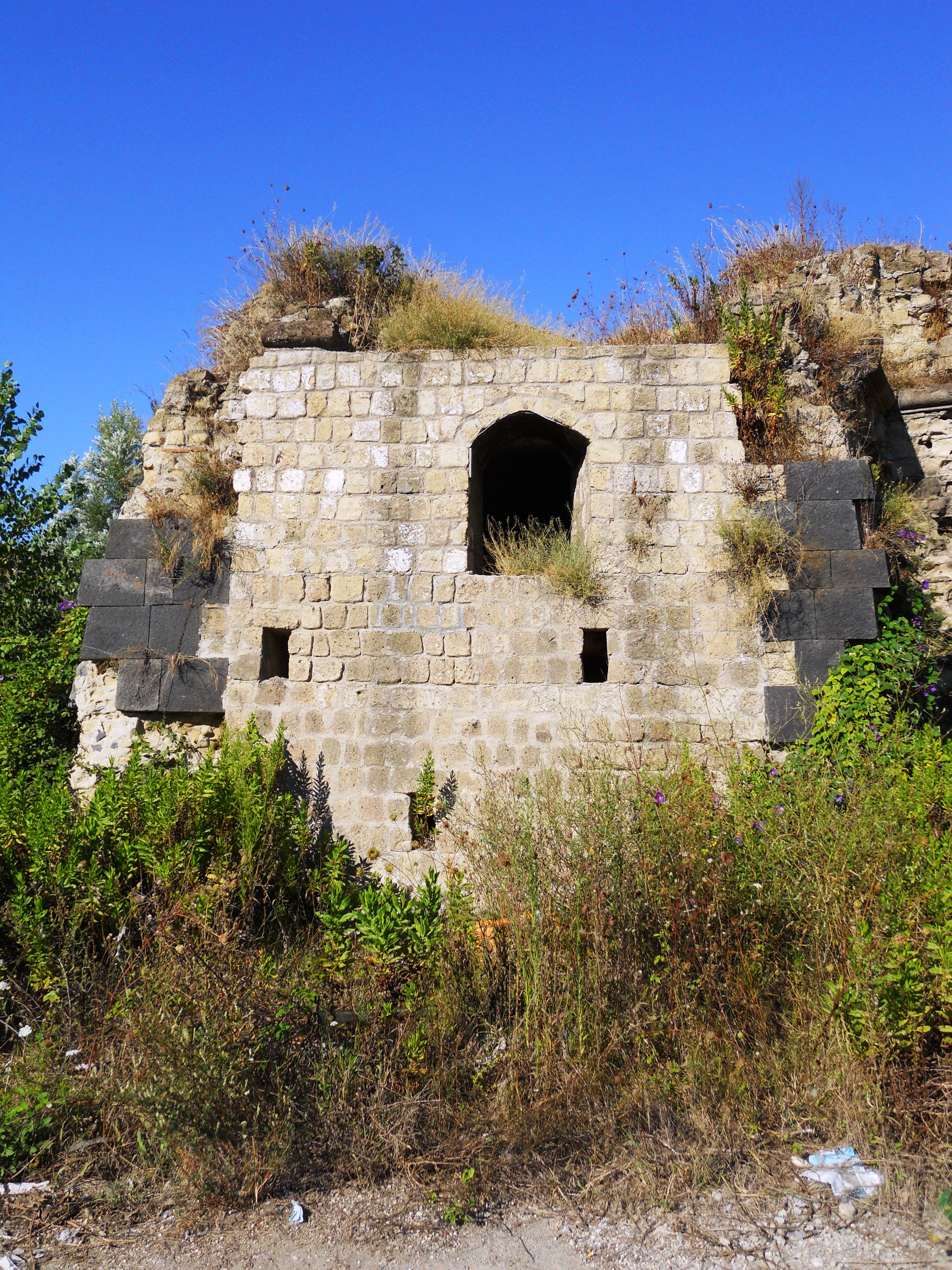
Turm des Forte di Vigliena

Das Forte di Vigliena ist eine Festungsanlage aus dem 18. Jahrhundert im Viertel San Giovanni a Teduccio von Neapel in der italienischen Region Kampanien. Sie liegt in der Via Marina dei Gigli (ehemals Stradone Vigliena). Von der Anlage sind heute nur noch einige Reste erhalten.

## Geschichte
Die Festung wurde im Jahre 1702 (nach anderen Quellen im Jahre 1706) erbaut, und zwar auf Geheiß des Vizekönigs Juan Manuel Fernández Pacheco, Markgraf von Villena, nach dem sie auch benannt wurde. Sie diente im Königreich beider Sizilien auch zur Unterweisung der Kadetten der Königlichen Militärakademie Nunziatella in der Praxis der Artillerie.
Die Festung erlangte im Zuge der Revolutionsjahre am 13. Juni 1799 in den Kämpfen zwischen den Unterstützern der revolutionären Parthenopäischen Republik und den royalistischen konterrevolutionären Kräften der „Sanfedisti“ unter Führung des Kardinals Ruffo an Bedeutung. Da sie die südlichste Garnison der Stadt Neapel war, befand sie sich in vorderster Linie beim Angriff der von Süden vorrückenden konterrevolutionären Kräfte, nachdem die Republikaner ihre Positionen an der Ponte della Maddalena im Osten der Stadt aufgegeben hatten. Die Festung wurde von etwa 150 Republikanern der „Legion Kalabrien“ unter dem Kommando des aus Corigliano Calabro stammenden Priesters Antonio Toscani verteidigt. Angegriffen von drei kalabresischen Bataillonen der Sanfedisti unter der Führung des Oberstleutnants Francesco Rapini und unterstützt von intensivem russischen Artilleriefeuer, waren die Verteidiger bald auf ungefähr 60 Mann zusammengeschrumpft.

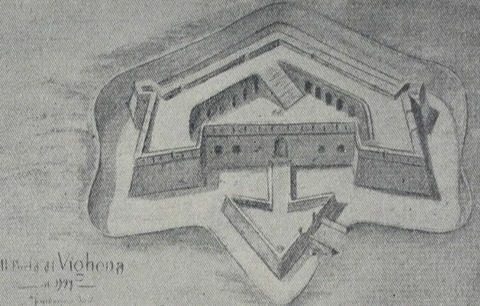
Zeichnung des Grundrisses der Festung

In Anbetracht der aussichtslosen Lage soll Toscani den Befehl gegeben haben, die Pulverkammern anzünden zu lassen, was seinen Tod und den eines großen Teils der Verteidiger, sowie den der Angreifer, zur Folge hatte. Die Festung wurde durch die Explosion teilweise zerstört, der nur ein einziger Republikaner, einer gewisser Fabiani, entkam, der sich vor der Explosion ins Meer stürzte.
So beschrieb Alexandre Dumas der Ältere in seinem Aufsatz über die Bourbonen von Neapel das Ereignis:

“In quel punto, s'intese una spaventevole detonazione, ed il molo fu scosso come da un terremoto; nel tempo istesso l'aria si oscurò con una nuvola di polvere, e, come se un cratere si fosse aperto al piede del Vesuvio, pietre, travi, rottami, membra umane in pezzi, ricaddero sopra larga circonferenza.“ (Era il forte di Vigliena saltato in aria.)

(deutsch: „An diesem Punkt war eine schreckliche Detonation zu hören und die Pier wurde wie von einem Beben erschüttert; gleichzeitig verdunkelte sich die Luft durch eine Staubwolke und, als hätte sich am Fuße des Vesuv ein Krater geöffnet, fielen Steine, Balken, Trümmer und zerstückelte menschliche Gliedmaßen in einem großen Umkreis hernieder.“ (Das Forte di Vigliena war in die Luft geflogen.)

Die Zerstörung der Festung und der Tod so vieler Kameraden stachelte die Wut der kalabrischen Sanfedisti erneut an. Sie begannen erfolgreich den Angriff auf das Castello del Carmine, was den Weg zur Eroberung von Neapel frei machte.
Die Ruine der Festung, die von großer historischer, kultureller Bedeutung ist, wurde ihrem Schicksal überlassen, sodass es von sowohl von öffentlicher als auch von privater Seite zu illegalen Eingriffen an den Ruinen kam. 1891 wurde die Festung auf Initiative einiger Parlamentarier, wie Paolo Emilio Imbrani und Pasquale Villari, zum Nationaldenkmal erklärt und restauriert, wenn auch ihr Zustand mittlerweile nicht mehr einem Nationaldenkmal würdig erscheint. Tatsächlich ließ man die Festung nach der Restaurierung wieder verfallen und sie wurde sogar von Privatpersonen als Hundezwinger genutzt. Heute ist sie nicht mehr öffentlich zugänglich.
Angesichts des fortgeschrittenen Verfalls und der wiederholten illegalen Nutzung gehen die Vorschläge zum Erhalt in Richtung der Errichtung eines archäologischen Parks. Die angespannte finanzielle Lage der Kommunalverwaltung haben allerdings für die Umleitung der Investitionen zum profitableren Touristenhafen am selben Ort gesorgt.

## Beschreibung
Nur sechs Meter hoch und von der Seeseite defiliert, ist die fünfeckige Festung von einem gut neun Meter breiten und fünf Meter tiefen Graben umgeben. Sie ist so konzipiert, dass sie die Verteidigung des Hafens von Neapel mit seinen Kanonen sichern konnte. In die Festung gelangte man durch ein dreieckiges Ravelin mit Brüstung und Gewehrschießstand für die Festungswache. Die Festung war so konzipiert, dass sie auch zum Vortragen von Überraschungsangriffen gegen mögliche Angreifer diente, die dem Feuer der an der 35,9 m langen Vorderseite liegenden Kanonen ausgesetzt gewesen wären, ebenso wie dem Beschuss aus den zahlreichen entlang der Mauern liegenden Schießscharten.
Im Innenhof gab es einen Brunnen und eine Reihe von Kasematten, die unter anderem als Speisesaal, Waffenkammer, Geräteschuppe dienten und entlang der Mauer aufgereiht waren. Jede Kasematte besaß eine Treppe, die zum darüber liegenden Wehrgang führte. Genauso konnte man vom Hof aus in die Bastionen gelangen, die über unterirdische Tunnels mit Pulver und Munition versorgt wurden. Mit Ausnahme des Rahmens aus Lavagestein vom Vesuv, der die Kurtine zwischen den beiden Seitenbastionen krönte, war die Festung vollständig aus Tuffstein errichtet. 1742 wurde eine breitere Zugangsrampe zum Exerzierplatz angebaut.